# Asekretis

Un asekretis (en grec ἀσηκρῆτις, asēkrētis) est un secrétaire de classe élevée à la cour byzantine du VIe au XIIe siècle.

## Histoire
Le terme dérive du latin a secretis, et la forme grecque complète est « asekretis de la cour » (ἀσηκρῆτις τῆς αὺλῆς, asēkrētis tēs aulēs),. Il semble qu'il s'agisse d'une innovation du VIe siècle, vu que l'historien contemporain Procope de Césarée estime nécessaire de l'expliquer à ses lecteurs. Certains spécialistes avancent parfois que cette fonction remonte au IVe siècle, mais la seule référence appuyant cette théorie, dans les actes du concile de Chalcédoine, provient en fait d'une traduction du document datant du VIe siècle.
Les asekretis succèdent aux referendarii (en) en tant que membres les plus élevés au sein du secrétariat impérial, au-dessus des notarii. Certains d'entre eux sont attachés aux préfectures du prétoire. Des sceaux datent des VIe et VIIe siècles, et une référence dans les actes du troisième concile de Constantinople (680) atteste l'existence d'un asekretis senior, chef de sa classe, probablement le prédécesseur du protasekretis. Les asekretis sont décrits comme titulaires de dignités de rangs moyens, de protospatharios à spatharios, voire de rangs plus bas. Parmi les membres éminents de cette classe, on retrouve l'empereur Anastase II (r. 715-717) et les patriarches Taraise (r. 784-806) et Nicéphore Ier (r. 806-815).
La fonction est mentionnée jusqu'au XIIe siècle, après quoi celle de grammatikos la remplace.